# مسجد شويتزنجين
مسجد شويتزنجين: أقدم مسجد في ألمانيا، في عام 1795 أمَر أمير مدينة بفالز الألمانيَّة ببناء مسجد شويتزينجين؛ ليُزيِّن به حديقة قصْره، حيث استوحَى فكرة المسجد من الطِّراز المعماري التركي الذي كان منتشرًا في أوروبا آنذاك، وخلال ستينيات وسبعينيات القرن العشرين بدأ الأتراك يُولون عنايةً خاصة بهذا المسجد، ويُقيمون فيه صلاة العيد، ومنهم مَن قال: «نحن نعرف أنَّ هذا المكان ليس مسجدًا حقيقيًّا، إلاَّ أنه يَبُثُّ الطمأنينة في قلوبنا»، والآن يُعَدُّ مسجد شويتزينجين واحدًا من أبرز معالم المنطقة.

## تاريخ الإنشاء
لقد تَمَّ إنشاء المسجد في قصر شويتزينجين في القرن الثامن عشر، وهو القرن الذي وصَل الاهتمام بالأتراك والطِّراز المعماري التركي إلى أعلى مستوًى له في أوروبا، حيث أمَر الأمير كارل فيليب ثيودور حاكم إمارة بافيرا ، و أشرف على تصميمه المهندس المعماري نيكولاس دي بيجاجي ، وهو مسجد بِمِئْذَنتين، وانتهى بناؤه عام 1795.

## مكانه
يقع المسجد بالقرب من مدينة هيدلبرج التابعة لولاية بادين ورتيمبرج الألمانيَّة، وما زال معروفًا كونه «أوَّلَ مسجد في ألمانيا».

## تصميمه
المسجد مُحاط بحديقة على الطِّراز المعماري التركي، وهو غير صالح لأداء العبادات؛ بسبب نقْص بعض الأشياء به، كالِمحراب على سبيل المثال، وعلى الرغم من ذلك فإن المسلمين قد استخدَموه في بعض الحِقَب الزمنيَّة كمسجد.

## زيارة ملك الأردن للمسجد
زار ملك الأردن حسين المسجد عام 1962، وتوضِّح المخطوطات القديمة أنه دائمًا ما حَظِي مبنى المسجد باهتمام ورعاية فائقة.

## معلم سياحي
والآن يُعَدُّ هذا المسجد أثرًا يَزوره السُّيَّاح، وكذلك الأتراك المقيمون بالمنطقة ويُبدون إعجابهم به.